# Barinasuchus
Barinasuchus („krokodýl ze státu Barinas“) byl rod vyhynulého krokodylomorfa (krokodýlovitého plaza) z kladu Sebecosuchia. Zástupci tohoto rodu žili na území současné Venezuely (souvrství Parángula), Peru (souvrství Ipururo) a Argentiny (souvrství Divisadero Largo) v období pozdního eocénu až pozdního miocénu, asi před 37 až 11 miliony let. Formálně byl tento rod stanoven roku 2007, typovým a jediným známým druhem je B. arveloi.

## Popis
Stejně jako v případě dalších sebekosuchidů se i v tomto případě jednalo o suchozemského predátora, schopného pronásledovat svoji kořist relativně rychle po souši. Stejně jako mnohem dříve žijící teropodní dinosauři byl i tento krokodýlovitý plaz vybaven zifodontními zuby, usazenými v čelistních jamkách. Barinasuchus byl zároveň největším známým zástupcem své skupiny, jeho lebka byla v kompletním stavu dlouhá asi rovný 1 metr (zachovaná část pak kolem 70 cm) a celková délka těla dosahovala asi 6 až 10 metrů.
Tito obří terestričtí krokodylomorfové byli jakýmisi ekologickými obdobami velkých teropodních dinosaurů, žijících v období druhohor. Někteří badatelé se dříve dokonce domnívali, že fosilie sebecidů patří právě teropodním dinosaurům, kteří v Jižní Americe přežili hluboko do období kenozoika.